# Monștrii (film din 1963)
Monștrii (în italiană I Mostri, cunoscut și ca Opiate '67) este un film de comedia all'italiana din 1963 al regizorului italian Dino Risi. A fost realizat ca o coproducție italo-franceză.
Filmul a avut mare succes în Italia. A fost cenzurat în Spania. În 1977 a fost filmată o continuare intitulată I nuovi mostri⁠(d) (Viva Italia!⁠(d)), care a fost nominalizată la premiul Oscar.
A fost inclus în lista celor 100 de filme italiene de salvat (100 film italiani da salvare).

## Rezumat
Filmul cuprinde mai multe episoade în care actorii Ugo Tognazzi și Vittorio Gassman interpretează rolurile principale. Temele segmentelor sunt menite să ofere o imagine clară a obiceiurilor, viciilor, potlogăriilor și gusturilor tipice majorității italienilor din anii 1960. Evident, personajele și situațiile amuzante sunt scrise și puse în scenă într-un mod care atinge limitele satirei și grosolăniei, dar, cu toate acestea, multe dintre aceste probleme încă mai există în societatea italiană. Satira episoadelor atinge atât oameni de origine nobilă, cât și oameni săraci, atât oameni politici, cât și polițiști care abuzează de autoritatea lor și, nu în ultimul rând, clasa de mijloc.
Este de reținut un episod ca „Il mostro” în care un bărbat care și-a ucis întreaga familie și s-a baricadat în casă a fost arestat de doi polițiști (Gassman și Tognazzi), care se fotografiază cu el. Cu toate acestea, deși bărbatul este un criminal, cei doi polițiști sunt adevărați monștri ai urâțeniei.
Un alt episod de reținut este „L'educazione sentimentale” în care părintele Ugo Tognazzi își educă fiul (Ricky Tognazzi⁠(d)) să minte și să înșele pentru a părea mai matur și mai deștept, să plătească mai puțin și să nu se implice în situații complicate. El îl instruiește pe fiul său să-și bată colegii de clasă care nu-l lasă să copieze la examene și să-și ascundă vârsta reală atunci când merge la târg pentru a nu plăti biletul. Când copilul crește, primul lucru pe care îl face este să-și răsplătească tatăl, jefuindu-l și ucigându-l.

## Episoade
Versiunea originală este compusă din 20 de episoade, în care joacă Vittorio Gassman și Ugo Tognazzi.
- „L'educazione sentimentale”
- „La raccomandazione”
- „Il mostro”
- „Come un padre”
- „Presa dalla vita”
- „Il povero soldato”
- „Che vitaccia”
- „La giornata dell'onorevole”
- „Latin lovers”
- „Testimone volontario”
- „I due orfanelli”
- „L'agguato”
- „Il sacrificato”
- „Vernissage”
- „La musa”
- „Scende l'oblio”
- „La strada è di tutti”
- „L'oppio dei popoli”
- „Il testamento di Francesco”
- „La nobile arte”